# Markus Wolf
Markus Johannes "Mischa" Wolf sinh ngày 19/1/1923 tại Hechingen, Tây Nam nước Đức, mất năm 2006, phục vụ ngành gián điệp Đông Đức 39 năm với 34 năm làm Giám đốc cơ quan tình báo đối ngoại Hauptverwaltung Aufklärung, 1 phân nhánh của Mật vụ Đông Đức Stasi Ministerium für Staatssicherheit (MfS).

## Tiểu sử
Cha của Wolf là bác sĩ và nhà văn Friedrich Wolf (1888-1953), em trai là nhà đạo diễn Konrad Wolf (1925-1982). Friedrich Wolf, có gốc Do Thái và một người theo cộng sản hoạt động tích cực, di cư với gia đình vào năm 1933, ban đầu đến Thụy Sĩ, sau đó sang Pháp và năm 1934 sang Liên Xô. Ông đã sống sót ở đó (không giống như nhiều người cộng sản khác, những người cũng đã chạy trốn sang Liên Xô), thời gian của cuộc Đại khủng bố (mùa thu năm 1936 đến cuối năm 1938); cũng như cha mình. Cả hai đều được đưa tới ở trong khách sạn Lux.
Từ 1940-1942 Wolf theo học Đại học chế tạo máy bay ở Moskva, sau đó theo học Trường Đảng của Ban Chấp hành Cộng sản Quốc tế, mà sơ tán từ Moscow tới Kushnarenkovo ở chân dãy núi Ural, nơi ông phải lòng cô Emmi, con gái cựu đại biểu KPD của quốc hội Đức Franz Stenzer (1900-1933). Từ năm 1943, ông là biên tập viên và phát ngôn viên của đài phát thanh nhân dân Đức ở Moskva. Năm 1944, ông kết hôn tại Moskva Emmi Stenzer.

### Sau chiến tranh thế giới thứ 2

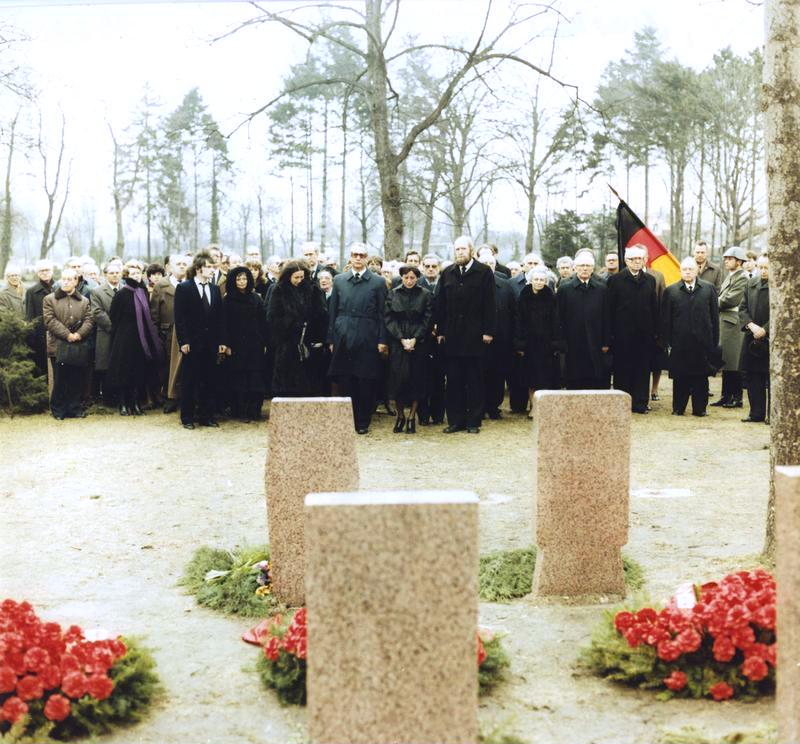
Markus Wolf (ở giữa, đeo kính râm) trong đám tang em ông Konrad ở Berlin 1982. Trong số khách tham dự, bên phải là Erich Honecker.

Sau khi chiến tranh thế giới II kết thúc, Wolf trở về Đức. Ban đầu ông làm việc dưới bí danh "Michael Storm" lúc đài phát thanh Berlin được gầy dựng lại, nơi ông làm việc cho đến 1949. Wolf 1945/1946 được phép làm tường thuật viên tại Tòa án Nürnberg.
Sau khi Đông Đức được thành lập trong năm 1949, Wolf được gởi đi làm tham tán Đại sứ quán Đông Đức tại Moscow. Chức vụ này ông giữ đến 1951.

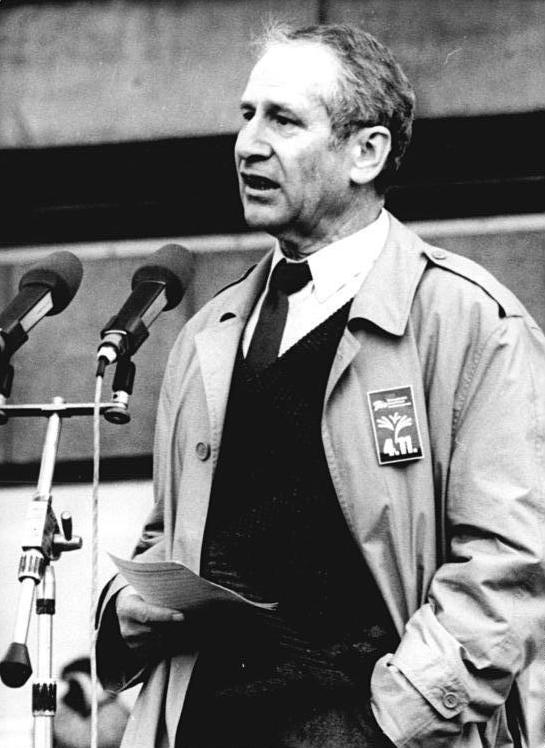
Wolf nói chuyện tại cuộc biểu tình Alexanderplatz, Berlin vào ngày 4 tháng 11 năm 1989

Từ tháng 9 năm 1951, Wolf tham gia tại Berlin trong việc xây dựng cơ quan mật vụ của Đông Đức, "APN" (Außenpolitischer Nachrichtendienst:cơ quan tình báo đối ngoại), ngụy trang dưới danh nghĩa Viện nghiên cứu kinh tế. Ông trở thành Phó Vụ trưởng Vụ III (phản gián). 1952 Wolf được bổ nhiệm kế thừa Anton Ackermann làm vụ Trưởng APN. Wolf như vậy là người đứng đầu một mạng lưới gián điệp trên toàn thế giới với 4.600 nhân viên chính thức, hơn 10.000 nhân viên không chính thức, trên 1500 gián điệp tại Cộng hòa Liên bang Đức, trong đó có 50 nguồn tin hàng đầu.
1953 cơ quan tình báo đối ngoại đã được nhập vào Bộ An ninh Quốc gia. Nhân viên của ông được chọn đặc biệt, thường có học vấn cao hơn so với các nhân viên khác của Bộ An ninh Quốc gia và cho mình là tầng lớp ưu tú. Wolf được bổ nhiệm làm Cục trưởng Cục XV (tình báo nước ngoài), tên được thay đổi vào năm 1956, được gọi là Hauptverwaltung Aufklärung (HVA). Wolf được phong chức Thiếu tướng và phục vụ như giám đốc gián điệp cũng như Thứ trưởng thứ nhất Bộ An ninh Quốc gia, ban đầu dưới Wollweber, sau đó là Erich Mielke. Trọng tâm chính của Wolf là gián điệp kinh tế tại Cộng hòa Liên bang Đức và gây ảnh hưởng đến chính sách của Tây Đức thông qua thông tin sai lệch với mục tiêu gây bất ổn.
Năm 1972, Wolf góp phần, theo hồi ký của ông, xuất bản vào năm 1997, làm thất bại cuộc bỏ phiếu bất tín nhiệm đối với Willy Brandt, bởi vì Đông Đức và Liên Xô muốn đảm bảo các hiệp ước phía Đông. Ông mua chuộc đại biểu quốc hội đảng CDU Julius Steiner với số tiền là 50.000 DM, để ông ta không bỏ phiếu.
Trong tháng 3 năm 1976, sau khi ly dị người vợ đầu tiên Emmi, ông làm quen ở Karl-Marx-Stadt Christa Heinrich, một người học nghề thợ may. Ông tái hôn cùng năm và cho vợ biết về nghề mật thám của mình. Đối với bà, điều này không thành vấn đề, bởi vì chính bà cũng làm việc cho Stasi từ nhiều năm.
Wolf năm 1979 bị Werner Stiller của Cục tình báo liên bang Tây Đức (BND) trong một bức ảnh của tình báo của Thụy Điển. Nó cho thấy anh ta đang đi mua sắm tại Stockholm. Sau khi từ những năm 1950, không có ảnh của ông ở phương Tây, và ông có biệt danh là "Người đàn ông không có một khuôn mặt", đây là một việc rẩt giật gân. Kể từ đó, cơ hội du lịch của ông sang các nước phương Tây bị hạn chế nghiêm trọng. Hình ảnh này được tạp chí tin tức Der Spiegel qua BND đưa ra và làm cho Markus Wolf được giới công chùng của Tây Đức. biết đến.
Một bức ảnh hiếm hoi cho thấy Wolf vào ngày 12 tháng 3 năm 1982 trong tang lễ của em trai tại nghĩa trang Berlin-Friedrichsfelde. Bức ảnh được nhiếp ảnh gia tạp chí Stern Harald Schmitt chụp, người tường thuật trong cuốn sách ảnh của ông Sekunden, die Geschichte wurden (những giây phút trở thành lịch sử), là phim của bức hình này đã biến mất một cách bí ẩn từ văn khố của tạp chí Stern.
Trong tháng 5 năm 1986, Wolf được nghỉ theo yêu cầu riêng của mình. Ông ly dị vợ Christa trong tháng 8 năm 1986 và bắt đầu cuốn sách đầu tiên của mình, "Die Troika". Trong tháng 10 năm 1986, ông kết hôn với Andrea Stingl, người mà ông sống chung cho đến khi ông qua đời. Stingl đã ngồi tù bốn tháng, vì tìm cách di cư bất hợp pháp, trong tù Stasi. Chuyện này và các mối quan hệ phụ nữ khác của Wolf nói chung là một việc chướng mắt gai mắt đối với thượng cấp của ông, Erich Mielke. Trong tháng 11 năm 1986, Wolf bị cho ra khỏi Stasi. Mielke cho biết trong phỏng vấn báo chí sau đó, việc thay đổi lối sống của Wolf dẫn đến việc mất chức của ông vào năm 1986.
Vào mùa xuân năm 1989 Wolf cho công bố cuốn sách "Die Troika". Cuốn sách này làm ngạc nhiên bởi chính sự cởi mở trong sự tự kiểm điểm. Vào tháng 9 năm 1989, ông nói trong một cuộc phỏng vấn với tờ Süddeutsche Zeitung về phần trách nhiệm của ông trong đó cho những thiếu sót của CHDC Đức. Sau đó, ông thậm chí tham dự vào các buổi hội họp tổ chức bởi các nhóm đối lập và tự gọi mình là "cố vấn" cho các chính trị gia SED mới, nhưng không nhận nhiệm vụ nào. Ngày 04 tháng 11 năm 1989 - năm ngày trước khi Bức Tường Berlin sụp đổ - Wolf xuất hiện tại các cuộc biểu tình lớn tại quảng trường Alexanderplatz ở Berlin như là một diễn giả. Ông bị khán giả la ó khi ông đòi hỏi, trong số những thứ khác, đảng SED phải làm một "bước ngoặt" và nên bắt đầu một cuộc đối thoại về "những cải cách cơ bản của một chủ nghĩa xã hội mới".
Vào tháng 6 năm 1989, Cộng hòa Liên bang Đức ban hành một lệnh bắt giữ đối với Markus Wolf. Wolf cho biết ông nhận được một đề nghị từ CIA với hàng triệu dollar, một danh tính mới và một ngôi nhà ở California trong tháng 5 năm 1990 . Ông trốn đi vào ngày 27 Tháng 9 năm 1990, ngay trước khi đất nước thống nhất, với con trai của ông, Franz từ cuộc hôn nhân đầu tiên của mình, vợ ông Andrea và cha vợ mình với hộ chiếu chính thức qua biên giới Đông Đức vào Tiệp Khắc. Wolf trước đó đã đổi xe hơi phương Tây để lấy một Lada cũ. Nơi ẩn náu đầu tiên là một căn hộ nghỉ hè tại Kitzbühel, Áo, được người bạn của ông, Heinrich von Einsiedel, mướn cho. Sau đó, liên lạc cũ của ông với mật vụ của Liên Xô đã giúp ông, đưa ông và vợ ông từ Áo đến Hungary và từ đó bằng máy bay tới Moscow. Họ ở lại một năm lưu vong, cho tới khi chính Liên Xô sau nỗ lực đảo chính bất thành chống lại Mikhail Gorbachev, cuộc đảo chính Xô viết năm 1991, sụp đổ.

### Từ 1991
Vào tháng 9 năm 1991, Wolf một lần nữa tìm cách lánh nạn tại Áo và làm đơn xin tị nạn, nhưng bị từ chối. Sau gần đúng một năm lưu vong, ông trở lại với vợ, theo lời khuyên của các luật sư của họ, về Đức để đối mặt với các nhà chức trách liên bang Đức.. 

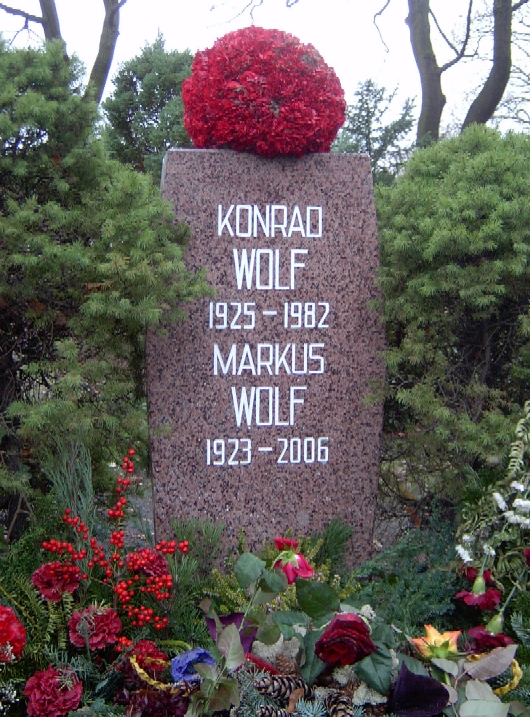
Mộ của Konrad và Markus Wolf tại nghĩa địa trung tâm Friedrichsfelde ở Berlin

Gần hai năm sau khi ông bị bắt, Tòa án của Düsseldorf bắt đầu xử ông vào tháng 5 năm 1993, theo truy tố về tội phản quốc và mua chuộc, với sự quan tâm rất lớn của giới truyền thông. Tòa án kết án Wolf 6 năm tù giam. Ông lúc đó 70 tuổi không phải vào tù. Hai năm sau, Tòa án Hiến pháp liên bang ra quyết định cơ bản: nhân viên của HVA với trung tâm của cuộc sống ở Đông Đức không bị truy tố vì các hoạt động gián điệp trên danh nghĩa của Đông Đức, một nhà nước có chủ quyền và diễn ra phù hợp với pháp luật của nó . Bản án chống lại Wolf đã được dỡ bỏ.
Năm 1996 Wolf làm đơn xin chiếu khán sang Hoa Kỳ để có mặt tại việc phát hành các ấn phẩm của cuốn hồi ký của ông được Random House xuất bản và cũng muốn đến thăm người anh em cùng cha khác mẹ của mình, người mà ông đã không gặp mặt kể từ năm 1930. Đơn xin thị thực bị từ chối với lý do ông đã có một quá khứ khủng bố.
Năm 1997 ông lại bị kết án hai năm tù treo, vì tội giam giữ trái phép và gây thương tích trong 4 trường hợp. Trong cùng năm,Wolf bị tù 3 ngày vì từ chối không phát biểu tại tại phiên tòa gián điệp chống lại chính trị gia SPD Paul Gerhard Flämig.
Markus Wolf qua đời ngày 9/11/2006 tại nhà riêng ở Berlin, Đức.

## Các tác phẩm
Markus Wolf đã viết và xuất bản 6 cuốn sách, trong đó có một số quyển như:
- Ultimate Spy
- Man Without a Face: The Autobiography of Communism's Greatest
- Memoirs of a Spymaster